# 莱茵兰-普法尔茨/萨尔足球高级联赛
莱茵兰-普法尔茨/萨尔足球高级联赛（德語：Fußball-Oberliga Rheinland-Pfalz/Saar）是德国联邦州莱茵兰-普法尔茨和萨尔兰的顶级足球联赛，并且是位处德国足球联赛系统第五级的12个高级联赛之一。它由德国西南地区足球协会负责管理及主办，这是由莱茵兰、萨尔兰和西南足球协会共同组成的地区性联合会。其上一级别赛事为地区联赛。在1978至1994年间，该联赛被称为“西南业余高级联赛（Amateur-Oberliga Südwest）”，而在1994至2012年间，它则使用“西南高级联赛（Oberliga Südwest）”的称谓。

## 历史
莱茵兰-普法尔茨/萨尔高级联赛的前身——业余高级联赛（Amateur-Oberliga）是作为职业联赛的供给赛事，于1978年应运而生。在当时来自德国西南部的西南、莱茵兰和萨尔兰共三个业余联赛的最优秀球队可获参赛资格。当地区联赛于1994年投入运作后，它继续组成德国足球联赛系统的第四级别，但自此仅称为“高级联赛”。其涵盖范围大致与第二级的旧地区联赛（1963－1974年）和旧高级联赛相当。只有在1974至1978年间没有联赛可与如今的高级联赛相对应。随着2008年德丙联赛设立，西南高级联赛下滑至第五级联赛。从2012年起，西南高級聯賽改称为现名。

## 赛制
莱茵兰-普法尔茨/萨尔高级联赛的额定规模为18支球队，彼此间采取主、客场双循环作赛。每个赛季结束后，冠军可直接升入西南地区联赛，排名最末的两支球队则根据其所属的协会而相应降级至莱茵兰、萨尔兰或西南协会联赛。
若高级联赛的冠军没有申请或无法获得地区联赛的参赛牌照，则由满足相应条件的排名最佳的球队顶替升级。例如2005年的升班马凯泽斯劳滕二队尽管只获高级联赛亚军，但仍然从冠军普鲁士诺因基兴因财政原因放弃申请牌照而受益。此外，若获得冠军的球队，其所属俱乐部已有另一支球队在地区联赛作赛，则也无法或的升级资格。
若有球队从地区联赛降入莱茵兰-普法尔茨/萨尔高级联赛，则同时从高级联赛降级的球队名额则相应增加。最多可以有5支球队从高级联赛降级。
在2007-08赛结束后，美因茨05二队、凯泽斯劳滕二队、沃玛蒂亚沃尔姆斯和和睦特里尔均升入新成立的西南地区联赛。和睦巴特克罗伊茨纳赫和恩格尔斯07则降入各自的协会联赛。同时，三个协会联赛各自的冠军和亚军均升入了高级联赛。

## 历年冠军
| 赛季    | 球队             |
| ------- | ---------------- |
| 1978-79 | 勒希林弗尔克林根 |
| 1979-80 | 普鲁士诺因基兴   |
| 1980-81 | 美因茨05         |
| 1981-82 | 洪堡08           |
| 1982-83 | 萨尔布吕肯       |
| 1983-84 | 洪堡08           |
| 1984-85 | 萨尔姆罗尔       |
| 1985-86 | 沃玛蒂亚沃尔姆斯 |
| 1986-87 | 和睦特里尔       |
| 1987-88 | 美因茨05         |
| 1988-89 | 埃登科本         |
| 1989-90 | 美因茨05         |
| 1990-91 | 普鲁士诺因基兴   |
| 1991-92 | 萨尔姆罗尔       |
| 1992-93 | 和睦特里尔       |
| 1993-94 | 和睦特里尔       |
| 1994-95 | 凯泽斯劳滕业余队 |
| 1995-96 | 埃尔弗斯贝格     |
| 1996-97 | 凯泽斯劳滕业余队 |

| 赛季    | 球队                |
| ------- | ------------------- |
| 1997-98 | 埃尔弗斯贝格        |
| 1998-99 | 皮尔马森斯          |
| 1999-00 | 普鲁士诺因基兴      |
| 2000-01 | 凯泽斯劳滕业余队    |
| 2001-02 | 普鲁士诺因基兴      |
| 2002-03 | 美因茨05业余队      |
| 2003–04 | 科布伦茨            |
| 2004-05 | 普鲁士诺因基兴      |
| 2005-06 | 皮尔马森斯          |
| 2006-07 | 奥格斯海姆          |
| 2007-08 | 美因茨05二队        |
| 2008-09 | 萨尔布吕肯          |
| 2009-10 | 洪堡08              |
| 2010-11 | 伊达尔-奥伯施泰因07 |
| 2011-12 | 洪堡08              |
| 2012–13 | 茨魏布吕肯          |
| 2013-14 | 皮尔马森斯          |
| 2014-15 | 萨尔05萨尔布吕肯    |
| 2015-16 | 科布伦茨            |

联赛最成功的球队是曾5次夺冠的普鲁士诺因基兴，紧随其后的洪堡08也曾4次夺冠。夺得过3次冠军的球队则分别有和睦特里尔、美因茨05以及凯泽斯劳滕业余队。